# Tímár Péter (filmrendező)
Tímár Péter (Budapest, 1950. december 19. –) Balázs Béla-díjas (1989) magyar filmrendező, forgatókönyvíró, vágó, egyetemi tanár.

## Életpályája
Szülei Tímár József és Ausch Rozália voltak. 1968-tól amatőr filmesként dolgozott. 1972–1974 között hírlapárus, segédmunkás, raktáros, zenész, gondnok volt. 1974-től filmgyári grafikus, majd trükk-készítő, 1976–1985 között a Balázs Béla Stúdió tagja volt, ahol első experimentális filmjeit készítette el. 1981–1984 között végezte el a Színház- és Filmművészeti Főiskola operatőr szakát. 1985-ben rendezte első játékfilmjét Egészséges erotika címmel. 2001 óta tanít a Színház- és Filmművészeti Egyetemen.

## Filmjei
- Zimmer Feri 2. (2010) rendező, forgatókönyvíró
- Casting minden (2008) rendező, forgatókönyvíró, vágó
- A Herceg haladéka (2006) rendező, forgatókönyvíró
- Le a fejjel! (2004) rendező, vágó
- Na végre, itt a nyár! (2002) író, vágó
- Vakvagányok (2001) rendező, forgatókönyvíró
- Zimmer Feri (1998) rendező, író, forgatókönyvíró, vágó
- 6:3 (1998) rendező, forgatókönyvíró, vágó
- Csinibaba (1997) rendező, forgatókönyvíró, vágó
- Hajlékbemutató (1996) rendező, forgatókönyvíró, vágó
- A részleg (1995) vágó
- Melodráma (1991) vágó
- Csapd le csacsi! (1990) rendező, forgatókönyvíró, vágó
- A legényanya (1989) vágó
- Hagyjátok Robinsont! (1989) rendező, író, vágó
- Mielőtt befejezi röptét a denevér (1989) rendező, forgatókönyvíró, vágó
- A dokumentátor (1988) operatőr
- Moziklip (1987) rendező, forgatókönyvíró, operatőr, vágó
- Asszociációtánc (1986) rendező, operatőr
- Egészséges erotika (1985) rendező, forgatókönyvíró, vágó
- Freskó (1983) (TV film) rendező, operatőr
- In flagranti (1982) operatőr
- Summa (1980) rendező, operatőr
- Raszter (1979) (TV film) rendező, operatőr
- Mozgókép-analízis (1976) (TV film) rendező, operatőr
- Visus (1976) rendező, operatőr
- Kérdés és üzenet (1972)

## Kötetei
- Zimmer Feri – A filmbohózat regényváltozata, Totem, Budapest, 1998, ISBN 2399998505603
- Kis éji csontzene – Fiókban maradt forgatókönyvek, Barrus, Budapest, 2007
- Hogyan csináljunk rossz filmet?, Ímea, Pécs, 2016

## Díjai
- A filmszemle díja (1986, 1988, 1999)
- a filmkritikusok díja (1987, 1988)
- bergamói Bronz Rózsa-díj (1989) Mielőtt befejezi röptét a denevér
- a cádizi fesztivál első díja (1989)
- Balázs Béla-díj (1989)
- a Magyar Filmszemle fődíja (1997, 1999)
- a Moszkvai Filmfesztivál FIPRESCI-díja (2001) Vakvagányok
- Pro Urbe Budapest (2007)